# Telescope Peak
Telescope Peak je s nadmořskou výškou 3 367 m
nejvyšší hora pohoří Panamint Range a současně nejvyšší hora Národního parku Death Valley. Nachází se na východě Kalifornie, v okrese Inyo County, ve Spojených státech amerických.
Název hory teleskop souvisí s výbornou viditelností z vrcholu. Z Telescope Peak lze pozorovat více než 200 kilometrů vzdálený Mount Whitney nebo Charleston Peak v Nevadě, dále Death Valley nebo pohoří White Mountains.
Východní prudký svah hory sestupující do údolí Death Valley a pánve Badwater Basin, nejnižšího místa na západní polokouli, vytváří nejhlubší sráz na americkém kontinentu.